# モナコ・モンテ＝カルロ駅
モナコ・モンテ＝カルロ駅（モナコ・モンテ＝カルロえき、フランス語: Gare de Monaco-Monte-Carlo）は、モナコにあるフランス国鉄（SNCF）の駅である。モナコ唯一の駅である。
かつては海岸線上に線路が敷かれていたが、1960年代にトンネルが建設され、閉鎖された。1999年12月7日に完全地下駅として、現在の駅が完成した。

## 駅周辺
駅はモナコのモンテカルロ地区に位置している。

## 隣の駅
フランス国鉄
TERプロヴァンス＝アルプ＝コート・ダジュール
カップ＝ダイユ駅 / ボーリュー＝シュル＝メール駅 - モナコ・モンテ＝カルロ駅 - モンテ＝カルロ・カントリークラブ駅 / カップ＝マルタン＝ロクブリュヌ駅 / マントン駅 / カルノレ駅 /